# Kreis Gödöllő
Der Kreis Gödöllő (ungarisch Gödöllői járás) ist ein Kreis innerhalb des zentralungarischen Komitats Pest, nordöstlich von Budapest gelegen. Er grenzt im Nordwesten an den Kreis Dunakeszi, im Norden an den Kreis Vác, im Nordosten an den Kreis Aszód sowie im Süden an die Kreise Kreise Nagykáta und Vecsés. Im Südwesten grenzt er an die Landeshauptstadt Budapest. Im Südosten bildet die Gemeinde Zsámbok mit der Gemeinde Jászfényszaru (Kreis Jászberény, Komitat Jász-Nagykun-Szolnok) über einem halben Kilometer eine gemeinsame Grenze.

## Geschichte
Der Kreis entstand zur ungarischen Verwaltungsreform Anfang 2013 aus seinem Vorläufer, dem gleichnamigen Kleingebiet (ungarisch Gödöllői kistérség) sowie mit zwei Gemeinden des Ende 2012 aufgelösten Kleingebiets Veresegyház (ungarisch Veresegyházi kistérség) und einer Gemeinde aus dem Kleingebiet Dunakeszi.

## Gemeindeübersicht
Der Kreis Gödöllő hat eine durchschnittliche Gemeindegröße von 9.535 Einwohnern auf einer Fläche von 29,98 Quadratkilometern. Der bevölkerungsreichste Kreis hat die sechsthöchste Bevölkerungsdichte im Komitat. Der Kreissitz befindet sich in der größten Stadt, Gödöllő, im Nordwesten des Kreises gelegen.
| 15 Gemeinden   | Status       | Herkunft Kleingebiet | Einwohnerzahl | Einwohnerzahl | Einwohnerzahl | Fläche (km²) | Bevölkerungs- dichte (Ew./km²) |
| 15 Gemeinden   | Status       | Herkunft Kleingebiet | 01.10.2011    | 01.01.2013    | 01.01.2016    | 01.01.2016   | Bevölkerungs- dichte (Ew./km²) |
| -------------- | ------------ | -------------------- | ------------- | ------------- | ------------- | ------------ | ------------------------------ |
| Csömör         | Großgemeinde | Gödöllő              | 9.293         | 9.077         | 9.303         | 22,70        | 409,8                          |
| Dány           | Gemeinde     | Gödöllő              | 4.430         | 4.424         | 4.433         | 43,01        | 103,1                          |
| Erdőkertes     | Gemeinde     | Veresegyház          | 7.307         | 7.505         | 7.645         | 5,75         | 1329,6                         |
| Gödöllő        | Stadt        | Gödöllő              | 32.522        | 32.792        | 32.437        | 61,92        | 523,9                          |
| Isaszeg        | Stadt        | Gödöllő              | 11.152        | 11.210        | 11.264        | 54,83        | 205,4                          |
| Kerepes *      | Stadt        | Gödöllő              | 10.068        | 9.943         | 9.904         | 24,08        | 411,3                          |
| Kistarcsa      | Stadt        | Gödöllő              | 11.953        | 12.046        | 12.383        | 11,02        | 1123,7                         |
| Mogyoród       | Großgemeinde | Dunakeszi            | 6.437         | 6.375         | 6.560         | 34,48        | 190,3                          |
| Nagytarcsa     | Gemeinde     | Gödöllő              | 3.940         | 3.883         | 4.250         | 12,14        | 350,1                          |
| Pécel          | Stadt        | Gödöllő              | 15.168        | 15.123        | 15.494        | 43,63        | 355,1                          |
| Szada **       | Großgemeinde | Gödöllő              | 4.721         | 4.675         | 5.097         | 16,72        | 304,8                          |
| Vácszentlászló | Gemeinde     | Gödöllő              | 1.993         | 2.040         | 2.020         | 29,87        | 67,6                           |
| Valkó          | Großgemeinde | Gödöllő              | 2.436         | 2.427         | 2.418         | 37,59        | 64,3                           |
| Veresegyház    | Stadt        | Veresegyház          | 15.998        | 16.333        | 17.532        | 28,56        | 613,9                          |
| Zsámbok        | Gemeinde     | Gödöllő              | 2.408         | 2.352         | 2.289         | 23,35        | 98,0                           |
| Kreis Gödöllő  |              |                      | 139.826       | 140.205       | 143.029       | 449,65       | 318,1                          |

* Die Großgemeinde Kerepes erhielt am 15. Juli 2013 das Stadtrecht.

** Die Gemeinde Szada wurde Mitte 2013 zu Großgemeinde (Nagyközség) erklärt.